# Hammarens naturreservat
Hammarens naturreservat är ett naturreservat i Norrtälje kommun i Stockholms län.
Området är naturskyddat sedan 2012 och är 22 hektar stort. Reservatet omfattar ett område vid Erkens norra strand. Reservatet består av  ädellövskog.